# Gens Coruncania
La gens Coruncania fue una familia plebeya de la Antigua Roma. El primero de la familia en alcanzar prominencia fue Tiberio Coruncanio, un Homo novus que se convirtió en cónsul en 280 a. C., y dictador en 246 a. C.

## Origen
Según Cicerón, Tiberio Coruncanio era un ciudadano de Tusculum. Sin embargo, en un discurso conservado por Tácito, el emperador Claudio declaró que los Coruncanii provenían de Camerium.

## Praenomina utilizados
Los praenomina asociados con los Coruncanii son Tiberius, Gaius, Lucius, y Publius.